# Felix Myhre
Felix Horn Myhre (Oslo, 4 marzo 1999) è un calciatore norvegese, centrocampista del Brann.

## Carriera

### Club
Myhre è cresciuto nelle giovanili dell'Ullern. Ha esordito con la prima squadra di questo club, in 3. divisjon, in data 12 maggio 2014: è stato titolare nella vittoria per 3-1 sul Lørenskog 2. Il 13 aprile 2016 ha trovato la prima rete, nella sfida persa per 3-1 contro il Kvik Halden, nel primo turno del Norgesmesterskapet.
Il 5 gennaio 2017, il Vålerenga ha reso noto l'ingaggio di Myhre, con il giocatore che ha firmato un contratto triennale con il nuovo club. Ha esordito in Eliteserien il 12 ottobre dello stesso anno, subentrando a Magnus Lekven nella vittoria casalinga per 3-0 sull'Haugesund. Il 30 giugno 2018 è arrivata la prima rete nella massima divisione locale, nel 2-2 casalingo contro il Bodø/Glimt.
Il 31 gennaio 2019, Myhre ha rinnovato il contratto che lo legava al Vålerenga, fino al 31 luglio 2021. Il 9 aprile dello stesso anno, è stato ceduto al Bodø/Glimt con la formula del prestito, valido fino al successivo mese di maggio. Il 14 aprile ha quindi giocato la prima partita con la nuova casacca, sostituendo Morten Konradsen nella vittoria interna per 3-2 sul Molde. Il 9 maggio 2019, Myhre ha fatto ritorno al Vålerenga.
Il 15 maggio 2021, il Brann ha ufficializzato l'ingaggio di Myhre, che si sarebbe aggregato al nuovo club a partire dal 1º agosto seguente, a parametro zero: ha firmato un accordo valido fino al 31 dicembre 2024. Il 15 agosto ha debuttato con la nuova squadra, venendo schierato titolare nel 3-2 sul Sandefjord. Al termine di quella stessa stagione, il Brann è retrocesso in 1. divisjon.
Il 25 luglio 2022, Myhre ha segnato la prima rete per il Brann, contribuendo alla vittoria per 3-0 arrivata sul Kongsvinger. Il Brann ha riconquistato la promozione in Eliteserien in quello stesso campionato, un anno dopo la retrocessione.
Il 31 luglio 2023 ha ulteriormente prolungato l'accordo che lo legava al Brann, fino al 31 dicembre 2027.

### Nazionale
Myhre ha esordito per la Norvegia under 21 il 20 novembre 2018: è stato schierato titolare nell'amichevole vinta per 2-3 contro la Turchia, disputatasi a La Manga del Mar Menor.
Il 6 settembre 2024 ha esordito in nazionale maggiore nel pareggio per 0-0 in casa del Kazakistan in Nations League. Tre giorni dopo, sempre in Nations League, disputa la sua seconda gara con la Norvegia, in cui realizza il suo primo gol con la selezione norvegese nel successo per 2-1 contro l'Austria.

## Statistiche

### Presenze e reti nei club
Statistiche aggiornate al 30 aprile 2023.
| Stagione         | Club             | Campionato       | Campionato | Campionato | Coppe nazionali | Coppe nazionali | Coppe nazionali | Coppe continentali | Coppe continentali | Coppe continentali | Supercoppe | Supercoppe | Supercoppe | Totale | Totale |
| Stagione         | Club             | Comp             | Pres       | Reti       | Comp            | Pres            | Reti            | Comp               | Pres               | Reti               | Comp       | Pres       | Reti       | Pres   | Reti   |
| ---------------- | ---------------- | ---------------- | ---------- | ---------- | --------------- | --------------- | --------------- | ------------------ | ------------------ | ------------------ | ---------- | ---------- | ---------- | ------ | ------ |
| 2014             | Ullern           | 3D               | 8          | 0          | CN              | 0               | 0               | -                  | -                  | -                  | -          | -          | -          | 8      | 0      |
| 2015             | Ullern           | 2D               | 20         | 0          | CN              | 1               | 0               | -                  | -                  | -                  | -          | -          | -          | 21     | 0      |
| 2016             | Ullern           | 2D               | 9          | 0          | CN              | 1               | 1               | -                  | -                  | -                  | -          | -          | -          | 10     | 1      |
| Totale Ullern    | Totale Ullern    | Totale Ullern    | 37         | 0          |                 | 2               | 1               |                    | -                  | -                  |            | -          | -          | 39     | 1      |
| 2017             | Vålerenga        | ES               | 2          | 0          | CN              | 0               | 0               | -                  | -                  | -                  | -          | -          | -          | 2      | 0      |
| 2018             | Vålerenga        | ES               | 19         | 3          | CN              | 5               | 0               | -                  | -                  | -                  | -          | -          | -          | 24     | 3      |
| gen.-apr. 2019   | Vålerenga        | ES               | 0          | 0          | CN              | 0               | 0               | -                  | -                  | -                  | -          | -          | -          | 0      | 0      |
| apr.-mag. 2019   | Bodø/Glimt       | ES               | 2          | 0          | CN              | 1               | 0               | -                  | -                  | -                  | -          | -          | -          | 3      | 0      |
| mag.-dic. 2019   | Vålerenga        | ES               | 17         | 0          | CN              | 2               | 0               | -                  | -                  | -                  | -          | -          | -          | 19     | 0      |
| 2020             | Vålerenga        | ES               | 24         | 1          | -               | -               | -               | -                  | -                  | -                  | -          | -          | -          | 24     | 1      |
| gen.-lug. 2021   | Vålerenga        | ES               | 6          | 0          | CN              | 0               | 0               | -                  | -                  | -                  | -          | -          | -          | 6      | 0      |
| Totale Vålerenga | Totale Vålerenga | Totale Vålerenga | 68         | 4          |                 | 7               | 0               |                    | -                  | -                  |            | -          | -          | 75     | 4      |
| ago.-dic. 2021   | Brann            | ES               | 15         | 0          | CN              | 1               | 0               | -                  | -                  | -                  | -          | -          | -          | 16     | 0      |
| 2022             | Brann            | 1D               | 28         | 7          | CN              | 6               | 3               | -                  | -                  | -                  | -          | -          | -          | 34     | 10     |
| 2023             | Brann            | ES               | 4          | 0          | CN              | 0               | 0               | -                  | -                  | -                  | -          | -          | -          | 4      | 0      |
| Totale Brann     | Totale Brann     | Totale Brann     | 47         | 7          |                 | 7               | 3               |                    | -                  | -                  |            | -          | -          | 54     | 10     |
| Totale           | Totale           | Totale           | 154        | 11         |                 | 17              | 4               |                    | -                  | -                  |            | -          | -          | 171    | 15     |

### Cronologia presenze e reti in nazionale
| Cronologia completa delle presenze e delle reti in nazionale ― Norvegia | Cronologia completa delle presenze e delle reti in nazionale ― Norvegia | Cronologia completa delle presenze e delle reti in nazionale ― Norvegia | Cronologia completa delle presenze e delle reti in nazionale ― Norvegia | Cronologia completa delle presenze e delle reti in nazionale ― Norvegia | Cronologia completa delle presenze e delle reti in nazionale ― Norvegia | Cronologia completa delle presenze e delle reti in nazionale ― Norvegia | Cronologia completa delle presenze e delle reti in nazionale ― Norvegia |
| Data                                                                    | Città                                                                   | In casa                                                                 | Risultato                                                               | Ospiti                                                                  | Competizione                                                            | Reti                                                                    | Note                                                                    |
| ----------------------------------------------------------------------- | ----------------------------------------------------------------------- | ----------------------------------------------------------------------- | ----------------------------------------------------------------------- | ----------------------------------------------------------------------- | ----------------------------------------------------------------------- | ----------------------------------------------------------------------- | ----------------------------------------------------------------------- |
| 6-9-2024                                                                | Almaty                                                                  | Kazakistan                                                              | 0 – 0                                                                   | Norvegia                                                                | UEFA Nations League 2024-2025 - 1º turno                                | -                                                                       | 70’                                                                     |
| 9-9-2024                                                                | Oslo                                                                    | Norvegia                                                                | 2 – 1                                                                   | Austria                                                                 | UEFA Nations League 2024-2025 - 1º turno                                | 1                                                                       | 46’                                                                     |
| 13-10-2024                                                              | Linz                                                                    | Austria                                                                 | 5 – 1                                                                   | Norvegia                                                                | UEFA Nations League 2024-2025 - 1º turno                                | -                                                                       | 63’ 88’                                                                 |
| Totale                                                                  |                                                                         | Presenze                                                                | 3                                                                       |                                                                         | Reti                                                                    | 1                                                                       |                                                                         |

## Palmarès

### Club

#### Competizioni nazionali
- 1. divisjon: 1

Brann: 2022
- Coppa di Norvegia: 1

Brann: 2022-2023